# Arugot
Arugot (Hebreeuws: ערוגות) is een mosjav van de regionale raad van Be'er Tuvia. De mosjav is gelegen in het noordwestelijke gedeelte van de Negev.